# Tipula (Microtipula) subaymara
Tipula (Microtipula) subaymara is een tweevleugelige uit de familie langpootmuggen (Tipulidae). De soort komt voor in het Neotropisch gebied.